# Einfädler (Nähen)

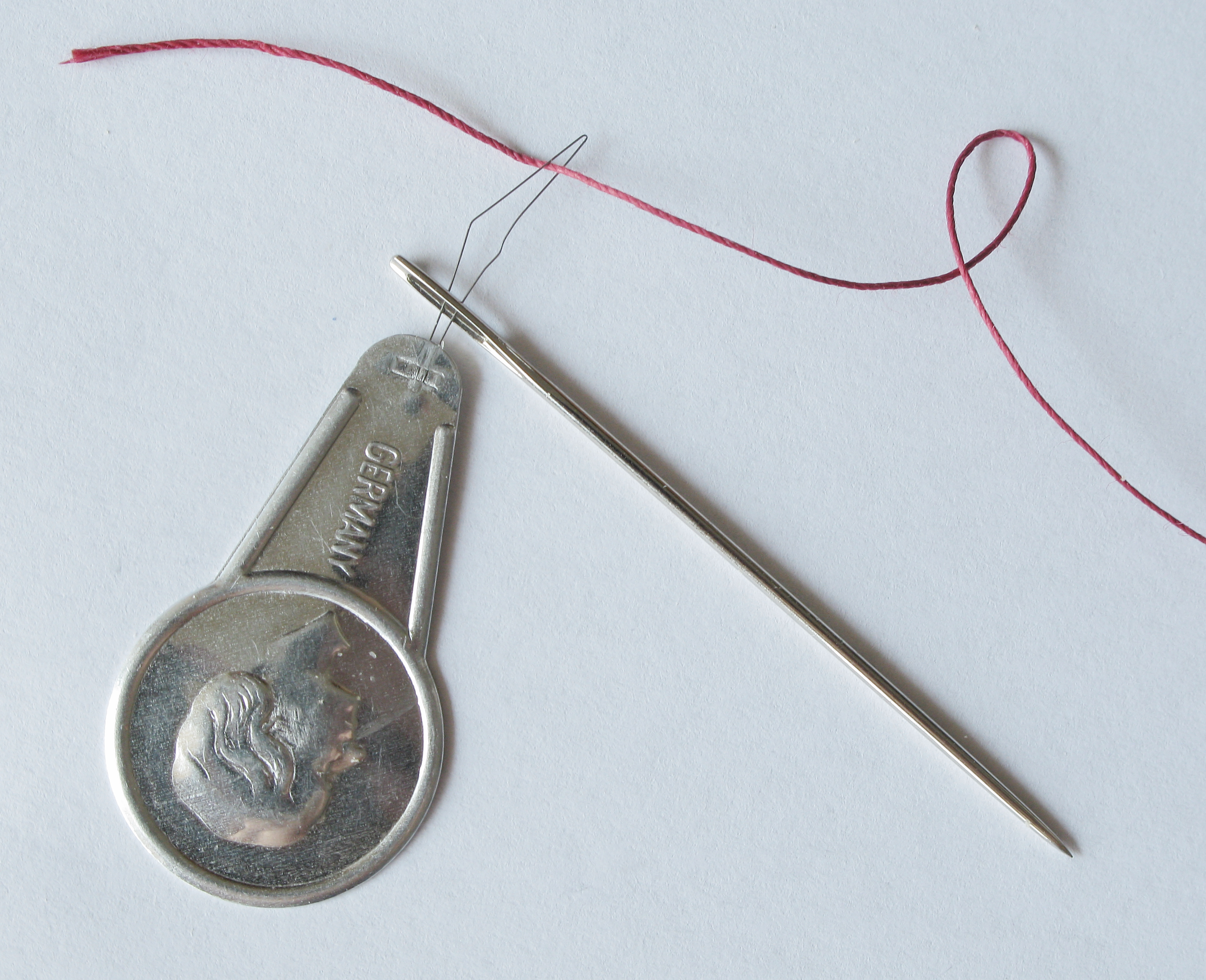
Funktionsweise eines einfachen Einfädlers

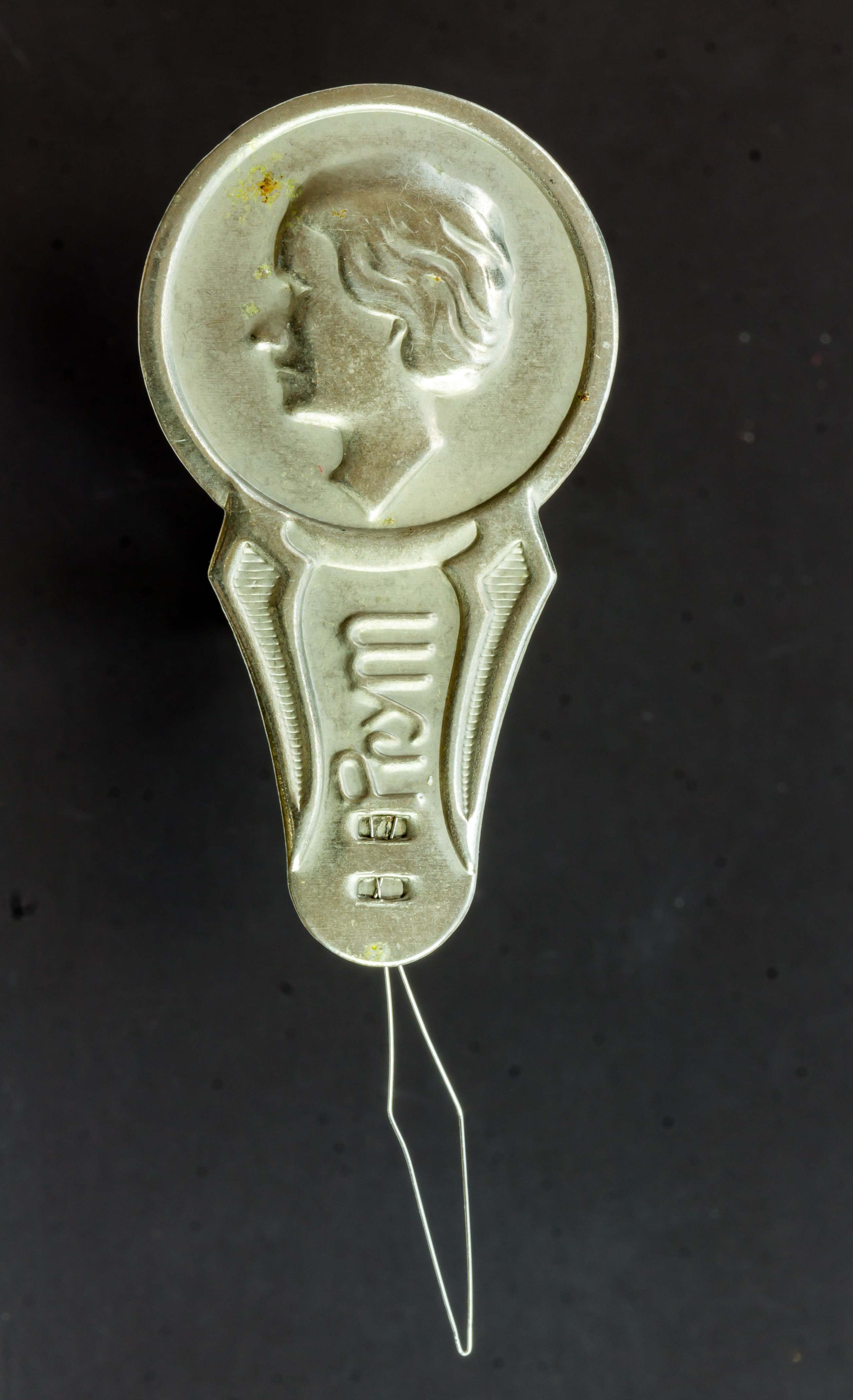
Typischer Einfädler

Als Einfädler, auch Einfädelhilfe oder Nadeleinfädler genannt, wird ein Hilfsgerät zum leichteren Einfädeln des Nähgarns in die Nähnadel bezeichnet. Es gibt verschiedene Systeme, wobei das einfachste aus einem Blechplättchen besteht, an dessen Spitze eine rhombisch geformte Drahtschlaufe befestigt ist. Die Schlaufe wird mit der Spitze voran durch das Nadelöhr geschoben und zusammen mit dem durch die Schlaufe geführten Faden wieder zurückgezogen. – Das Plättchen ist häufig mit einem Kopf im Profil verziert.
Es gibt zudem halbautomatische, mechanische Geräte zum Einfädeln, als Teil einer Nähmaschine oder als eigenes Tisch-Einfädelgerät.